# チトワン国立公園

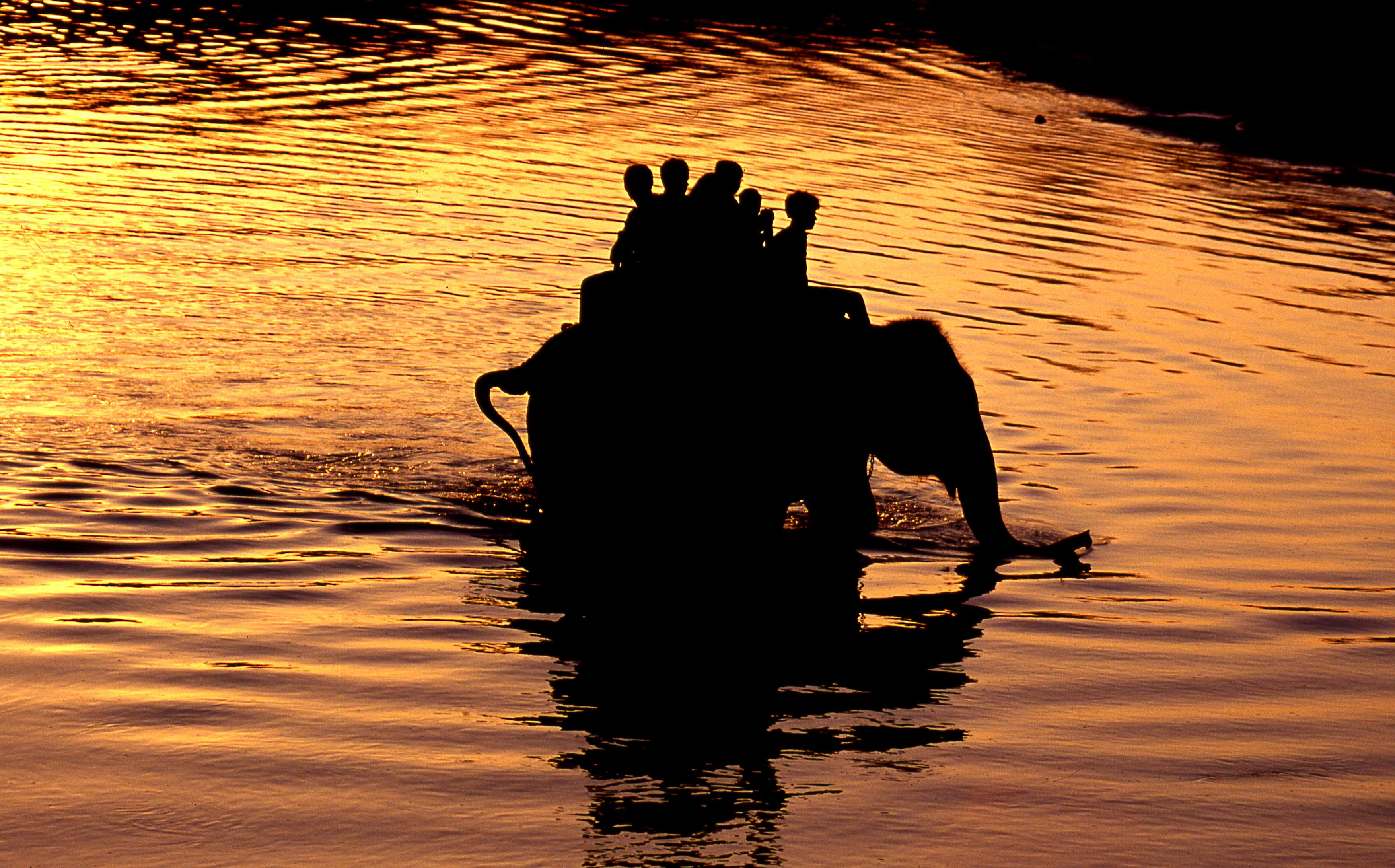
園内象サファリの様子

チトワン国立公園（チトワンこくりつこうえん、ネパール語：चितवन राष्ट्रिय निकुञ्ज）は、中央ネパール南部のナラヤニ県チトワン郡、マハーバーラタ山脈とチューリア丘陵の間に開けたタライ平原の一角に位置する、ジャングルを保護する目的で設置された自然保護公園。2006年の国王の権力停止にともない、旧名称ロイヤル・チトワン国立公園（ネパール語：शाही चितवन राष्ट्रिय निकुञ्ज）からロイヤル(शाही）の文字が削除された。1973年にネパール初の国立公園に指定され、さらに1984年にユネスコの世界遺産に登録された。

## 概要
ネパールは、世界の屋根と言われるヒマラヤ山脈の山岳地帯のイメージが強いが、チトワン国立公園の標高は、50m～200m程度で亜熱帯気候である。先住民のタルー族のほか、山地から移住したチュトリやタマン族などが住む村が平原に点在し、四季を通じ水田、畑の農作物に覆われた色彩鮮やかな田園風景が広がり、平原の彼方にマナスルをはじめとするヒマラヤ山脈が遠望できる。
東西80km、南北23km、総面積932㎡に及ぶ広大な国立公園のエリアはうっそうとしたジャングルや草原からなるが、開拓で急速に失われた豊かな自然を保護する目的で、1962年にネパール初の野生生物保護区に、1973年には初の国立公園に指定された。さらに1984年にはユネスコの世界遺産（自然遺産）に登録され、タライ地方随一の観光地として注目を集めることになった。公園はテライ地域に位置し、西はナラヤニ川、北のラプティ川、東はパルサ野生動物保護区が境界となっており、南部の一部はインドに国境を接している。公園内にはサラソウジュの森林が広がり、かつて王族たちの狩猟地だったため、乱開発を免れ、大自然が手付かずのまま残っており、絶滅寸前のインドサイ、ベンガルトラ、ヒョウなど哺乳類は約40種、ヌマワニ等の絶滅の恐れの高い動物や、コウノトリ、サギ、インコ、ベンガルハゲワシ、コハゲコウ、メジロガモ、キガシラウミワシなどの野鳥が生息している。野鳥の種類は500種類ほど（これは世界の鳥類の5％に当たる）で、世界一といわれてもいる。公園の川にはヌマワニのほかに淡水イルカ、インドガビアル、ビロードカワウソなどその他の哺乳類や爬虫類など40種以上の生息が確認されている。公園内にはナマケグマも見られるが、近年は外来種のツルヒヨドリが侵入している。朝には必ずといってよいほど朝靄が立ち込める。
ゾウの背中に乗って見るジャングルサファリや、さらに広大な範囲を探索できるジープサファリ、ラフティング、カヌー、バードウォッチングなどのアクティビティを楽しむことができる。
緩衝地帯にあるビスハザーリー湖一帯は2003年ラムサール条約の湿地に登録された。

## 観光
首都カトマンズから飛行機で約30分でチトワン国立公園の玄関口バラトプルに着く。そこから車で45分。カトマンズからバスなら7時間。観光客は入場料が必要で、許可がないと立ち入りできない。周囲は典型的な農村であり、自然も人もきわめて素朴である。チトワン観光の拠点は、ソウラハ村で、ラプティ川を挟んでチトワン国立公園の北側に位置し、2016年現在約80軒のホテルが集中している。ソウラハの中心部はガイダ・チョークと呼ばれ、ホテルのほかに旅行会社、銀行、レストラン、両替店などが建ち並ぶ。ホテルへはバス停へ出迎えがきており、たいていはジープだが、時には馬車や牛車であることもある。ホテルには電気が引かれているところと、電気はなくランプだけのホテルもあったが、現在はほとんどない。また、ホテルは国立公園内に立地しているものとそうでないものとがあり、敷地内にあるホテルの方がアクティビティの上で便利だが、宿泊費は高い。サファリが観光のメインであるが、ベンガルトラ、ヒョウなどに出会える確率は低いのが現状。ただ、このネパールにしかいない一角サイには、時々出会える。鹿や野生の孔雀などもジャングルで頻繁に見ることができる。タルー族の民家や生活ぶりはきわめて素朴なもので一見の価値がある。夜に催されるタルー族のダンスショーは素朴なものである。村から3㎞ほど西のエレファント・クリーディングセンターでは象の保護と繁殖が行われ、約数十頭が飼育されており見学できる。センターの象は昼前頃の1時間、ソウラハに面するラプティ川で水浴をする。観光客が背中に乗るアクティビティも行われている。

### エレファントサファリ
もっとも人気のアクティビティで、公園内を象の背中に乗りサファリを行う。ジャングルでは背中に乗ったまま、川を渡る。まれに希少動物にもであえるが、通常はサイなどがよく見られる。象乗り場は東西に2か所ある。所要時間約90分。

### ジープサファリ
ジープによるサファリで、ジャングル内をガイド付きでクルーズし、ジャングル内にあるクロコダイル・ブリーディング・ファームや湖などを回る。野生動物を発見すると車を止め、ガイドが説明をする。多くのジープは屋根のない荷台の席に乗るようになっている。所要時間約4時間。

### カヌーライド
大木をくり抜いた数人乗りの丸木舟のカヌーで川を下りながら、野鳥やワニなどの水辺の動物を観察する。

### バードウォチング
ガイド付きのジープまたは徒歩でラプティ川とその支流沿いを中心に鳥を観察する。3-5月の乾季の終盤がもっとも多くの種類が観測できる。所要時間2-3時間。

## 登録基準
この世界遺産は世界遺産登録基準のうち、以下の条件を満たし、登録された（以下の基準は世界遺産センター公表の登録基準からの翻訳、引用である）。
- (7) ひときわすぐれた自然美及び美的な重要性をもつ最高の自然現象または地域を含むもの。
- (9) 陸上、淡水、沿岸および海洋生態系と動植物群集の進化と発達において進行しつつある重要な生態学的、生物学的プロセスを示す顕著な見本であるもの。
- (10) 生物多様性の本来的保全にとって、もっとも重要かつ意義深い自然生息地を含んでいるもの。これには科学上または保全上の観点から、すぐれて普遍的価値を持つ絶滅の恐れのある種の生息地などが含まれる。

## 国立公園内の様子

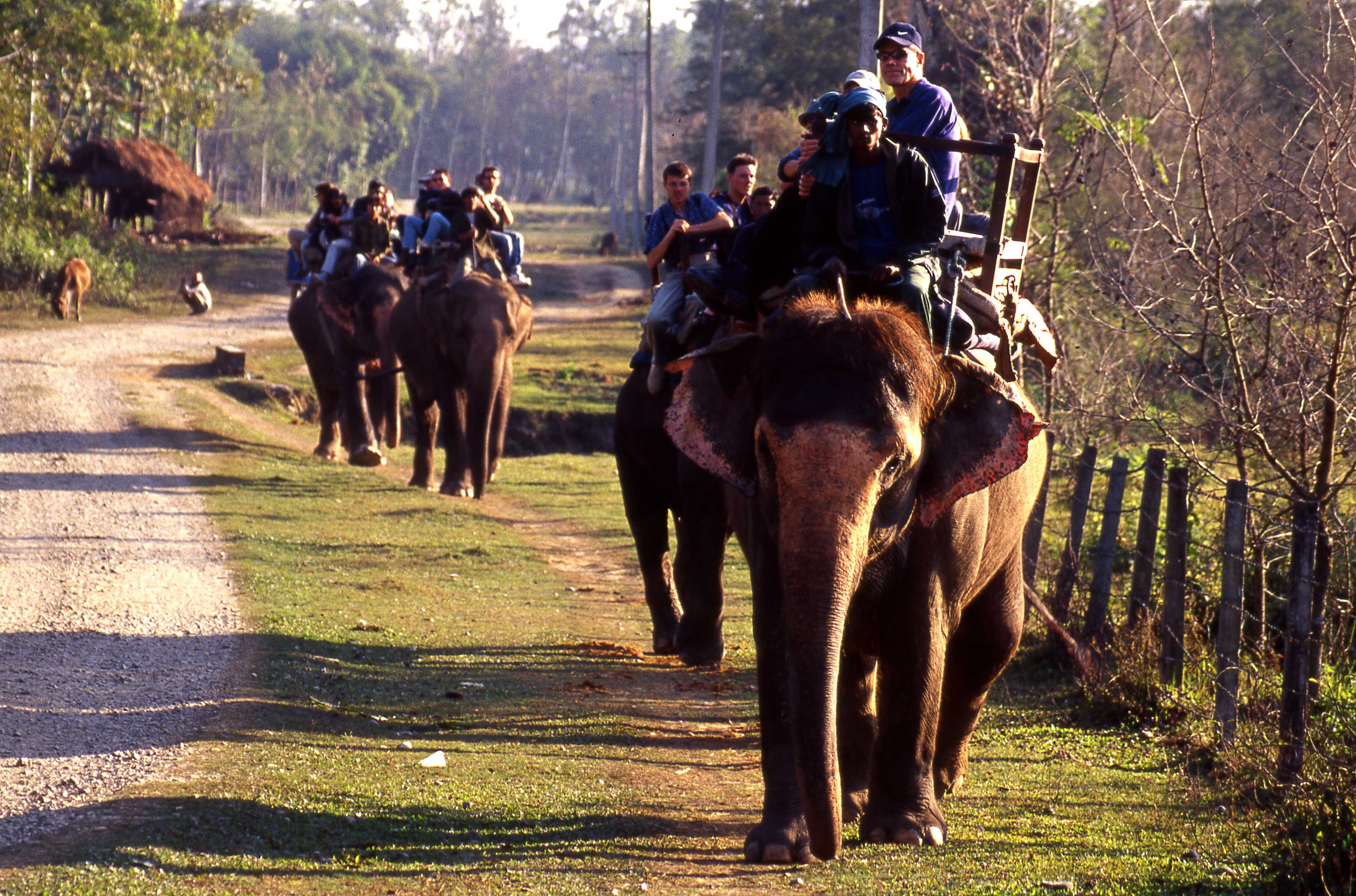
サファリに向かう観光客を乗せた象
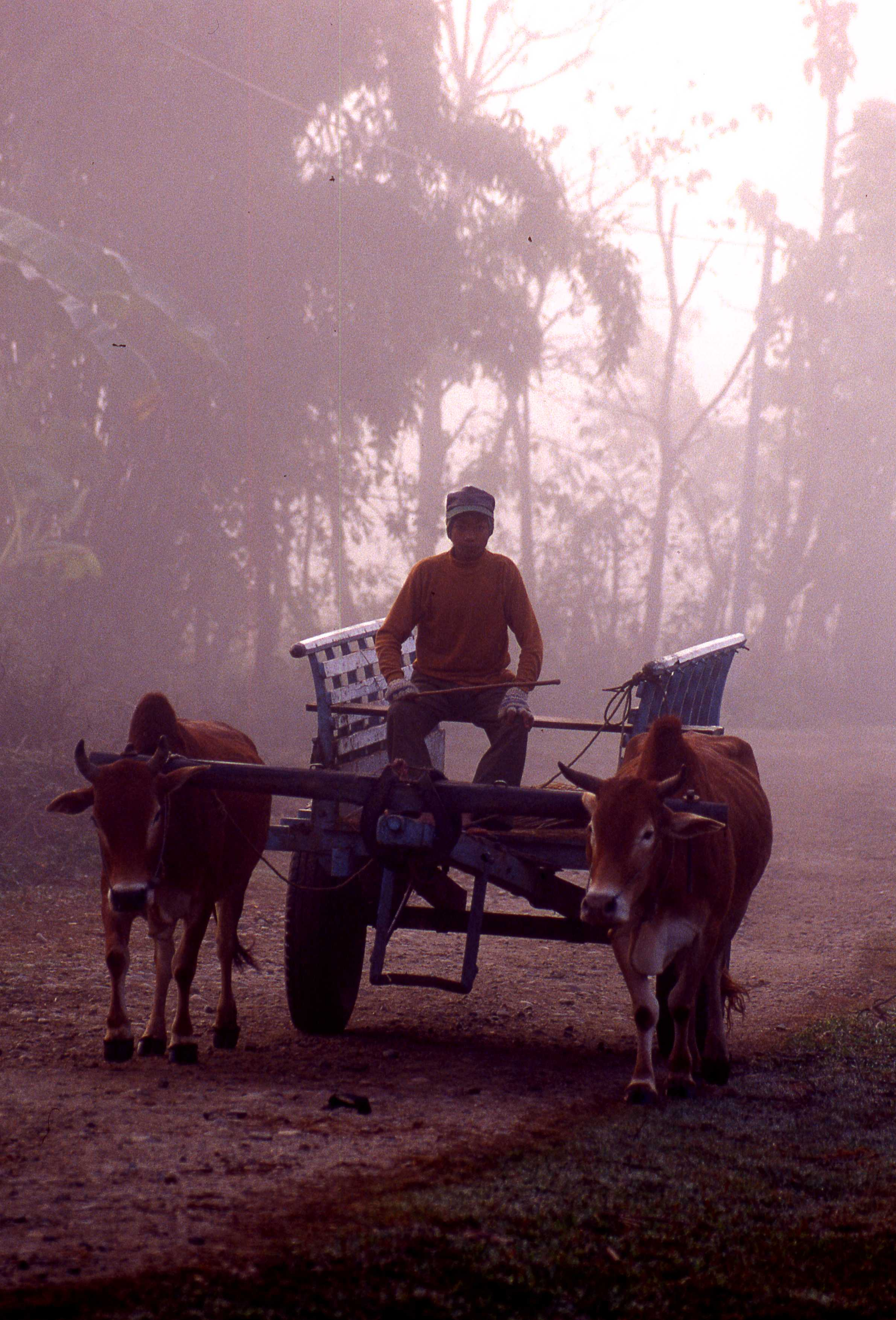
朝靄の牛車
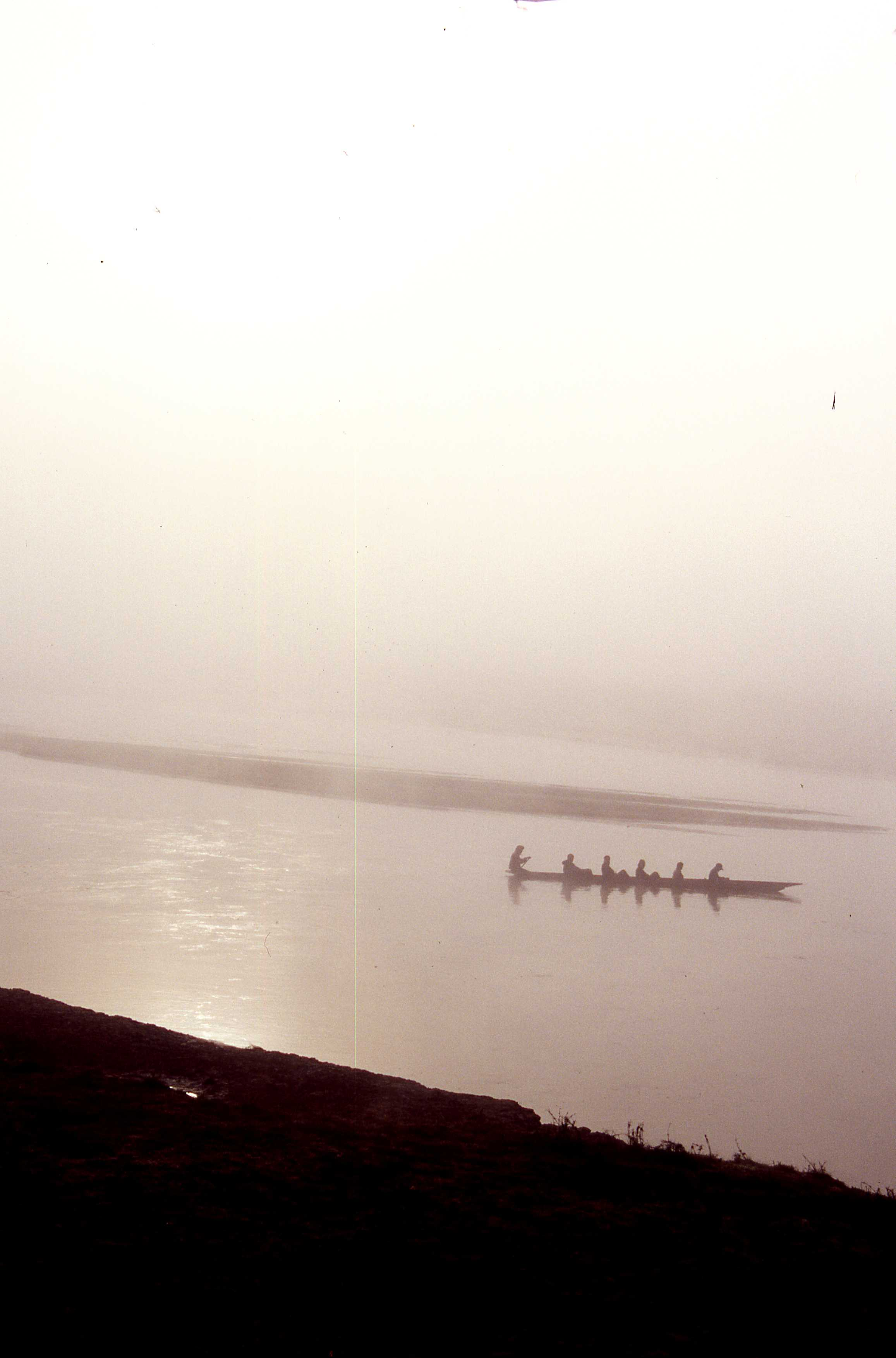
公園内を流れるナラヤニ川
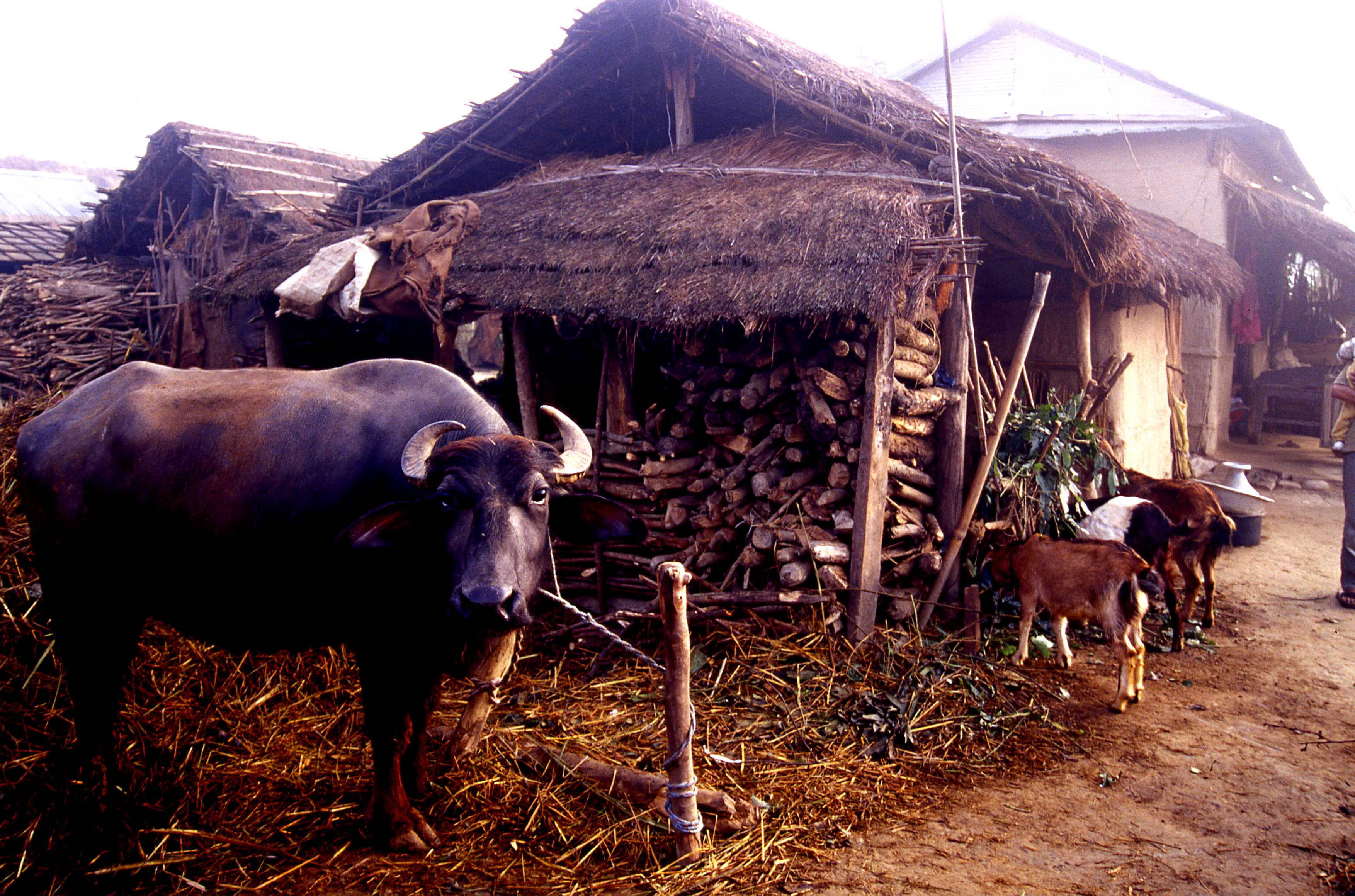
タルー族の村
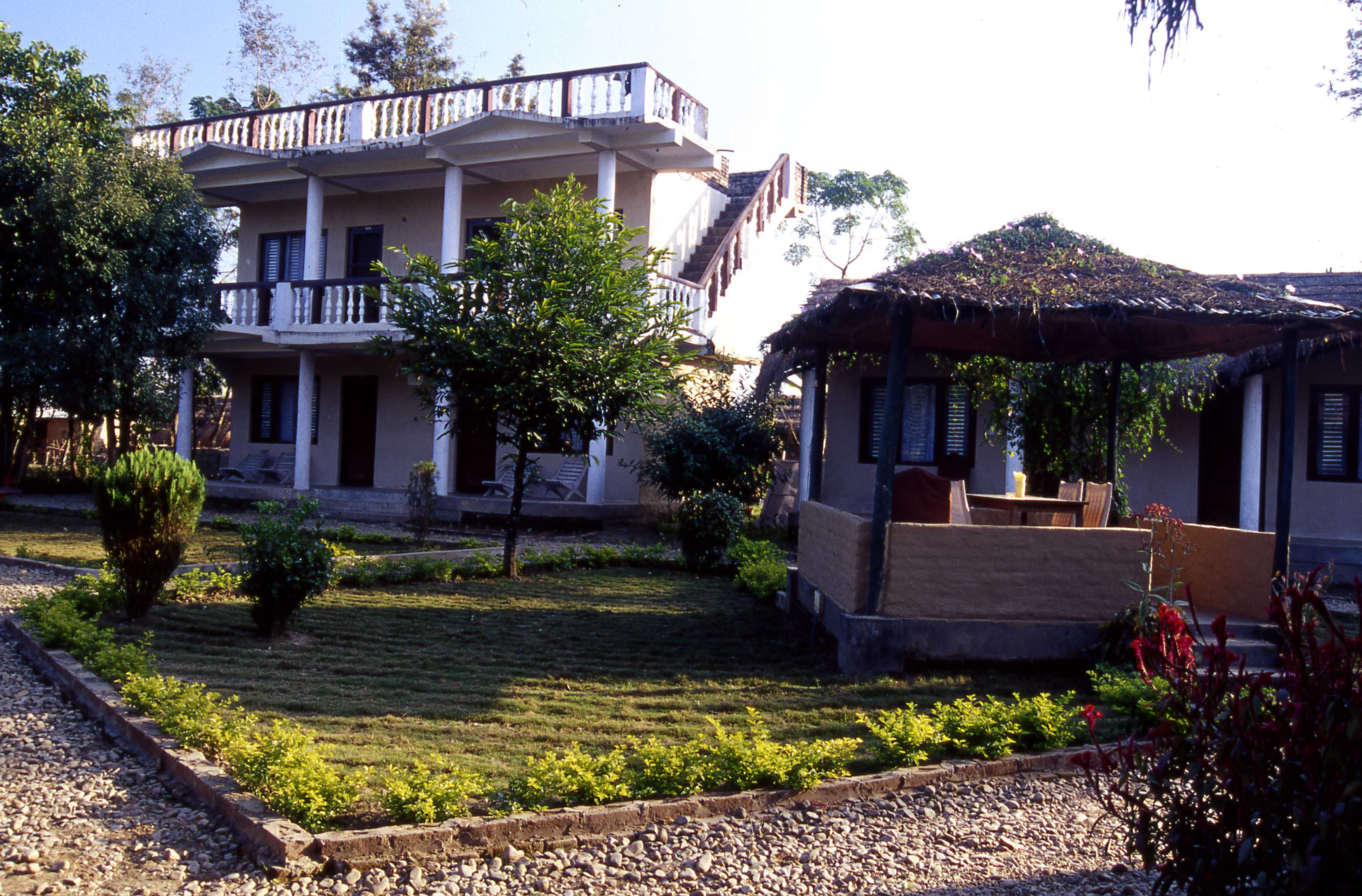
チトワン国立公園のホテル（国立公園の中にあるか否かで料金が大きく異なる）
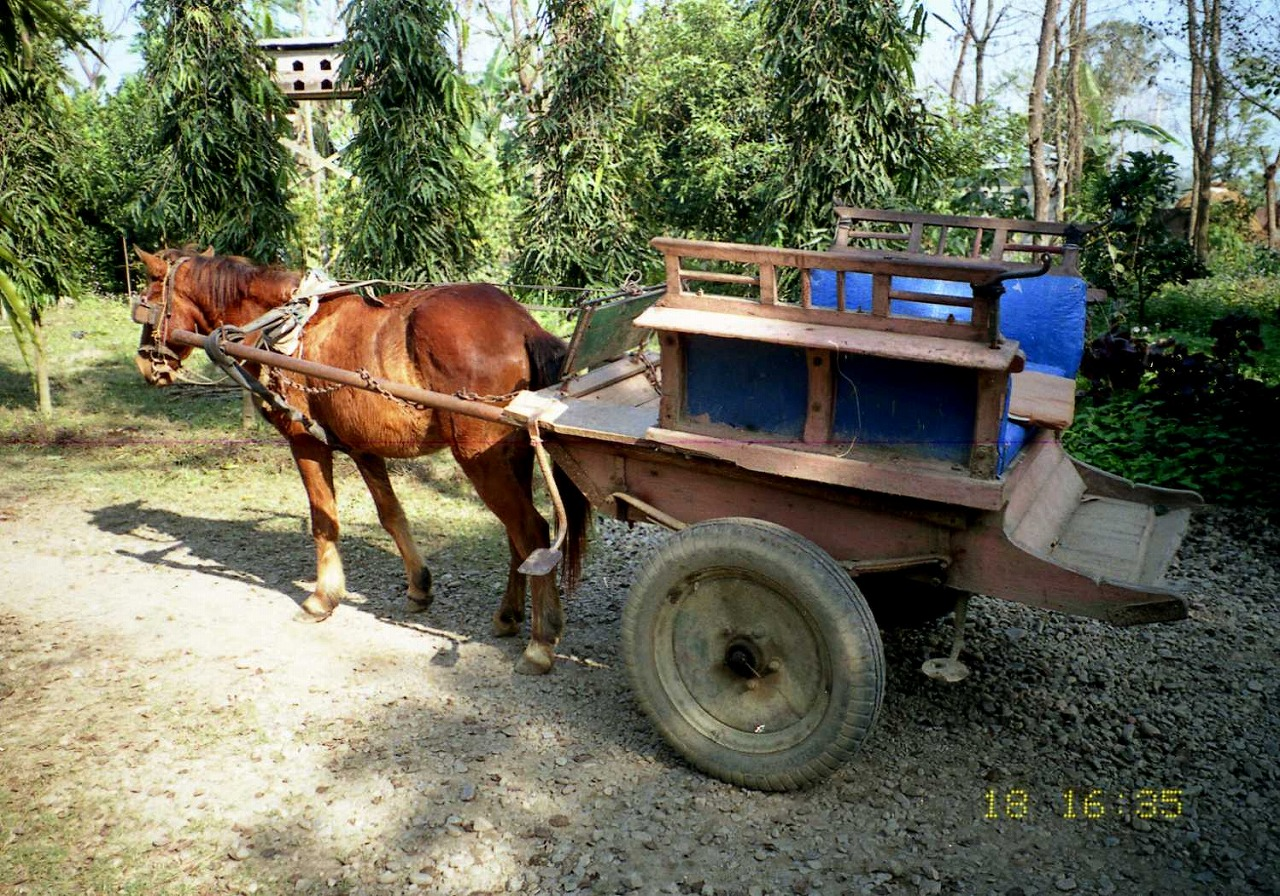
今も活躍するホテルの送迎用馬車